# Uratuj siebie
Uratuj siebie – drugi solowy album studyjny polskiego piosenkarza Ras Luty. Wydawnictwo ukazało się 9 marca 2013 roku nakładem wytwórni płytowej Karrot Kommando we współpracy z Eastwest.fm i Hemp Records. Gościnnie na albumie wystąpił Cheeba. Materiał na płytę zrealizowano w Something Like Studio.
Nagrania dotarły do 24. miejsca zestawienia OLiS

## Lista utworów
Opracowano na podstawie materiału źródłowego.
1. "Dzięki Bogu" - 3:07
2. "To nie zbrodnia" - 4:03
3. "Każdy nowy dzień" - 3:14
4. "Kryzys" - 4:06
5. "Jak daleko" - 3:25
6. "Idź do pracy" - 3:14
7. "Deszcz" - 4:40
8. "Pij z dobrego źródła" - 4:37
9. "Samotna" - 3:57
10. "Będę wciąż wierzył" - 3:48
11. "Nie mam sympatii" (gościnnie: Cheeba) - 4:14
12. "Masz w sobie zmianę" - 3:59
13. "Bądź sobą" - 4:07
14. "Ratuj nas" - 3:32
15. "Dub z dobrego źródła" - 4:43
16. "Będę wciąż wierzył w Dub" - 3:57

## Twórcy
- Ras Luta – wokal prowadzący
- I-Grades – wokal wspierający
- Cheeba – wokal (utwór 11)
- TABU – instrumenty dęte
- Radek "Emzk" Ciurko – produkcja muzyczna, aranżacja
- Riddim HQ – produkcja muzyczna, aranżacja
- D'n'H – miksowanie
- Equikknoxx – produkcja muzyczna
- Digital Ancient – produkcja muzyczna
- Smoq – mastering
- Activator Mario Dziurex – mastering
- JahLaptop – projekt oprawy graficznej

## Pozycje na listach
| Lista (2013)  | Najwyższa pozycja |
| ------------- | ----------------- |
| Polska (OLiS) | 24                |